# Маромицьке сільське поселення
Мароми́цьке сільське поселення (рос. Маромицкое сельское поселение) — адміністративна одиниця у складі Опарінського району Кіровської області Росії. Адміністративний центр поселення та єдиний населений пункт — селище Маромиця.

## Історія
Станом на 2002 рік на території сучасного поселення існували такі адміністративні одиниці:
- смт Маромиця (смт Маромиця)

Сільське поселення було утворене згідно із законом Кіровської області від 7 грудня 2004 року № 284-ЗО у рамках муніципальної реформи.

## Населення
Населення поселення становить 1173 особи (2017; 1204 у 2016, 1239 у 2015, 1300 у 2014, 1370 у 2013, 1422 у 2012, 1493 у 2010, 1889 у 2002).